# سولر اوبستس
 سولر اوبِستس (إنجليزية:Solar Opposites)هو مسلسل رسوم متحركة كوميدي أمريكي تم إنشاؤه بواسطة جستن رويلاند ومايك ميكمان لـصالح هولو . تم إنشاء المسلسل في الأصل لصالح شبكة فوكس التلفزيونية لكنه أُجل، ليتم شرائه من قبل هولو فيما بعد. تم عرض المسلسل لأول مرة في 8 مايو 2020. 

## المقدمة
تتمركز قصة سوبر اوبيست حول «عائلة من الفضائيين الاتيين من عالم فضائي ارقى الذين جبروا بسبب حادثة على العيش في أمريكا الوسطى. تختلف العائلة حول ما إذا كان العيش هنا مروعًا أم رائعًا». 

## الممثلين والشخصيات
- جاستن رويلاند بدور كورفو
- توماس ميدليديتش بدور تيري
- شون جيامبرون بدور يوميلياك
- ماري ماك بدور جيسي
- ساجان مكماهان بدور البوبا
- ألفريد مولينا بدور الدوق
- أندرو دالي بدور تيم
- كريستينا هندريكس بدور شيري
- جيسون مانتزوكاس بدور فانبو
- تيفاني حديش بدور عائشة
- كاري Wahlgren بدور السيدة فرانكي

## الإنتاج

### التطوير
في 28 أغسطس 2018 ، أُعلن بأن Hulu أعطت امرا بإنتاج مسلسل من موسمين كل موسم من يتكون ستة عشر حلقة. تم إنشاء المسلسل منشئ ريك ومورتي المساعد جوستين رويلاند ومايك ماكماهان و من خدموا كمنتجين تنفيذيين   

### الممثلون
إلى جانب التصريح عن المسلسل، تم التأكيد على الشخصيات الرئيسية سيتم تأدية اصواتها من قبل كل من جوستين رويلاند ، توماس ميدلديتش ، شون جيامبرون، وماري ماك.   

### التسويق
تم إصدار أول إعلان تشويقي للمسلسل في 25 مارس 2020.  كما تم إصدار المقطع الدعائي الرسمي في 15 أبريل 2020. 